# Opération Robson
Théâtre d'Asie du Sud-Est de la guerre du Pacifique
Batailles
- Opération Cockpit
- Opération Transom
- Opération Matterhorn (Pelembang - Kuala Lumpur)
- Bombardements de Bangkok (1942-45)
- Bombardements de Singapour (1944-45)
- Opération Crimson
- Opération Banquet (Padang)
- Opération Light
- Opération Millet
- Opération Outflank (Robson - Lentil - Meridian)
- Opération Sunfish
- Opération Bishop
- Opération Balsam
- Opération Collie
- Opération Livery

L'opération Robson (17 au 20 décembre 1944) était la première d'une série de raids aéronaval de l'opération Outflank, entreprise par la flotte britannique du Pacifique (BPF) contre les raffineries de pétrole de Sumatra occupée par l'Empire japonais pendant la Seconde Guerre mondiale (Occupation japonaise des Indes néerlandaises). L'amiral Chester Nimitz, commandant en chef des zones de l'océan Pacifique, a proposé une frappe sur les raffineries à l'amiral Bruce Fraser, commandant de la BPF, lors d'une réunion au début de décembre 1944.
La principale cible de l'opération Robson était la raffinerie de Pangkalan Brandan (en) (Sumatra du Nord). Elle avait été endommagée par du personnel américain et hollandais en fuite lors de l'Invasion des Indes orientales néerlandaises en 1942, mais les Japonais l'avaient réparé à la fin de l'année. Le produit raffiné a été acheminé de là vers le port de Pangkalan Susu à huit milles de distance et vers le port en eau profonde plus éloigné de Belawan à Medan, la cible secondaire. Pangkalan Soesoe avait des réservoirs capables de contenir trente millions de gallons.

## Ordre de bataille
L'ordre de bataille naval pour l'opération se composait de deux forces : la Force 67, la force de frappe, et la Force 69, le groupe de ravitaillement pétrolier composé du RFA Wave King escorté des destroyers Wager et Whelp. Le commandant, l'amiral Philip Vian, avait son drapeau à bord du porte-avions HMS Indomitable. Également dans la Force 67 se trouvaient le porte-avions HMS Illustrious (transportant les 854e, 1830e et 1833e Naval Air Squadron), les croiseurs Argonaut, Black Prince et Newcastle, et les destroyers Kempenfelt, Wakeful, Wessex, Whirlwind et Wrangler.
La force de frappe a quitté Trincomalee le 17 décembre et a rencontré le groupe de ravitaillement le lendemain.  Non détectée, la flotte a atteint la position de décollage, au nord de Diamond Point, tôt le matin du 20 décembre. L'ordre de bataille aérien se composait d'une force de frappe et d'une force d'escorte. Pour la première force, Indomitable a fourni 12 bombardiers Grumman TBF Avenger et Illustrious 16, ainsi que 4 Chance Vought F4U Corsair. Pour la seconde, la couverture principale a été fournie par 8 Grumman F6F Hellcat d' Indomitable, la couverture centrale par 12 Vought Corsaire d' Illustrious, et la couverture étroite par 8  Grumman Hellcat d' Indomitable.

## Opération

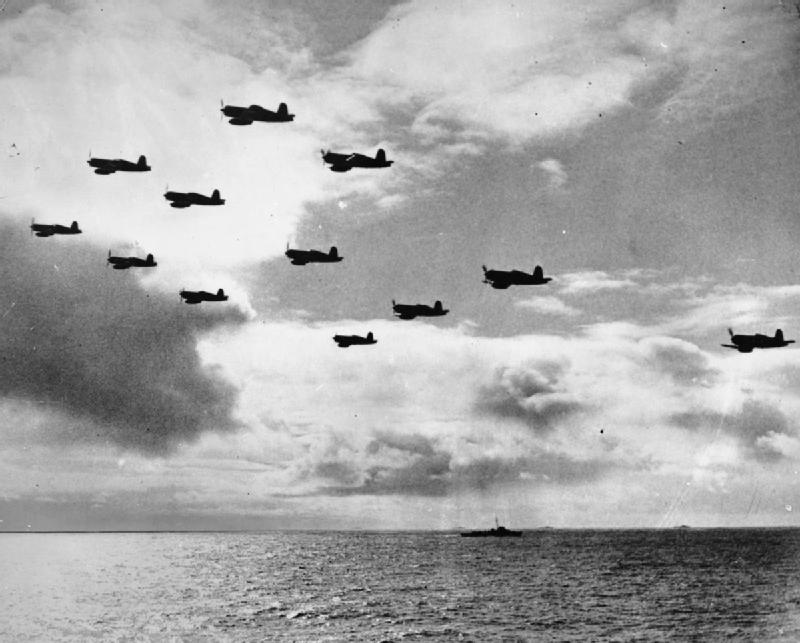
Formation de Vaught Corsair

L'opération a commencé à 6h36. L'un des Grumman Avenger d' Indomitable s'est écrasé en mer après le décollage, mais son équipage s'en est sorti indemne. Les autres Avenger et la force d'escorte ont quitté la flotte à 7h15, et les Vaught Corsaire ont décollé peu de temps après. La force de frappe s'est heurtée une barrière de nuages à l'approche de la côte de Sumatra et n'a pas pu localiser la cible. La force de frappe a été détournée vers la cible secondaire, le port de Belawan à Medan, où le temps n'était guère meilleur. Les Avenger ont bombardé les quais, tandis que les Corsaire ont mitraillé les réservoirs de stockage de carburant et les entrepôts de la ville. L'artillerie anti-aérienne fut inefficace et aucun chasseur japonais n'a décollé, à part un bombardier Mitsubishi Ki-21 qui a été abattu par un Hellcat. Le raid s'est terminé dans le chaos, avec une perte totale de discipline radio. La force de frappe et les escortes se sont retrouvées juste sous les nuages. Les 55 avions sont revenus indemnes  à 10h50 et l'escadre s'est retirée.

## Conséquences
L'après-midi de l'attaque, sur la suggestion du capitaine C.E. Lambe  sur l'Illustrious, 8 Corsair et 8 Hellcat de l'Indomitable furent envoyés pour une mission à basse altitude des aérodromes de Sabang et Oleelhoe, le port de Kota Raja (en). Aucun avion japonais n'a été repéré, ni au sol ni dans les airs.
La Force 67 est revenue à Trincomalee le 22 décembre. Malgré le manque d'opposition rencontrée, l'Opération Robson a été considérée comme un échec en raison du mauvais temps et du manque de discipline radio. Les opérations ultérieures d'Outflank - Opération Lentil  et Opération Meridian,  - provoquèrent une réaction beaucoup plus grande des Japonais et des pertes britanniques concomitantes.